# Maria Febe Kusumastuti
Maria Febe Kusumastuti (* 30. September 1989 in Boyolali) ist eine indonesische Badmintonspielerin.

## Karriere
Maria Febe Kusumastuti gewann 2008 die Bitburger Open im Dameneinzel. Ein Jahr später war sie bei den Australian Open erfolgreich. 2010 gewann sie Bronze beim Uber Cup, der Weltmeisterschaft für Damenmannschaften.

## Erfolge
| Saison | Veranstaltung   | Disziplin   | Platz | Name                   |
| ------ | --------------- | ----------- | ----- | ---------------------- |
| 2008   | Bitburger Open  | Dameneinzel | 1     | Maria Febe Kusumastuti |
| 2009   | Australian Open | Dameneinzel | 1     | Maria Febe Kusumastuti |
| 2010   | Uber Cup        | Team        | 3     | Indonesien             |